# A hallgatag ember
A hallgatag ember (eredeti címe: Hombre) egy 1967-ben bemutatott amerikai westernfilm-dráma Martin Ritt rendezésében, Paul Newman, Fredric March, Richard Boone és Diane Cilento főszereplésével, Elmore Leonard 1961-es Hombre című regénye alapján. Az „ellen-westernek” műfajához sorolják, mely – ellentétben a klasszikus westernek „jó fehérek, rossz indiánok” kliséjével – sokkal árnyaltabban ábrázolja a különböző etnikumú szereplők helyzetét, jellemét, tetteik motivációit. 
A regény és a film eredeti címe („hombre”) spanyol szó, jelentése „ember, férfi”.

## Cselekmény
John Russell egy fiatal fehér férfi, aki az apacsok között nevelkedett, velük él, lovakat tenyészt a városon kívüli pusztás vidéken. Szófukarsága miatt „hallgatag embernek” nevezik. Mendez, a postamester a városba hívatja Russellt és tájékoztatja, hogy nevelőapja, az öreg Russell meghalt, és egy panziót hagyott örökül a fiára. Mendez arra biztatja Russelt, térjen vissza a városba, a „fehérek világába”. Közben Russell apacs kísérőit Lamar Dean cowboy és haverja inzultálja. Russell fegyveres kézzel megvédi barátait, puskatussal szájbaveri Deant és elkergeti őket. A városi panziót bérlő és üzemeltető gazdasszonnyal, Jessie-vel közli, hogy el akarja adni a házat. A megélhetését elvesztett Jessie könyörög a szeretőjének, Frank Braden seriffnek, vegye el feleségül. A seriff visszautasítja, Jessie-nek el kell költöznie a városból. A panzió egyik szobájában egy fiatal házaspár, Billy Lee Blake, a postaállomás küldönce hallgatja szép feleségének, Dorisnak szemrehányásait, hogy milyen unalmas és szegényes életet kell élniük ebben a poros  kisvárosban. 
A postakocsi-társaság bezáratta a helyi postaállomást, alacsony forgalom és veszteség miatt. Egy gazdag férfi, Dr. Favor hatalmas összeget kínál, hogy feleségével együtt mégis elutazhasson. Billy, a küldönc ráveszi Mendezt, hogy a sok pénzért saját zsebre indítsanak egy extra járatot, vigyék el Favoréket és Billyéket is. A rendkívüli járatra több utas is jegyet vált, a Favor házaspáron kívül John Russel, Jessie panziósnő, Billy és felesége, és egy fiatal, leszerelt katona. Egy Cicero Grimes nevű, durva külsejű férfi már nem kap helyet. El akarja venni a szótlan Russell jegyét. A fiatal katona Russell védelmére kell, Grimes erre a katona jegyét követeli, fegyverrel fenyegetve. Russell tétlen marad, nem védi meg a katonát, aki megfélemlítve és megszégyenítve elmegy. Jessie hiába emlékezteti Russellt, hogy a katona az ő érdekében szólt rá Grimes-ra, és vonta magára a bandita figyelmét. Russell közönyösen elhárítja: ő nem kérte, hogy a katona szót emeljen érte.

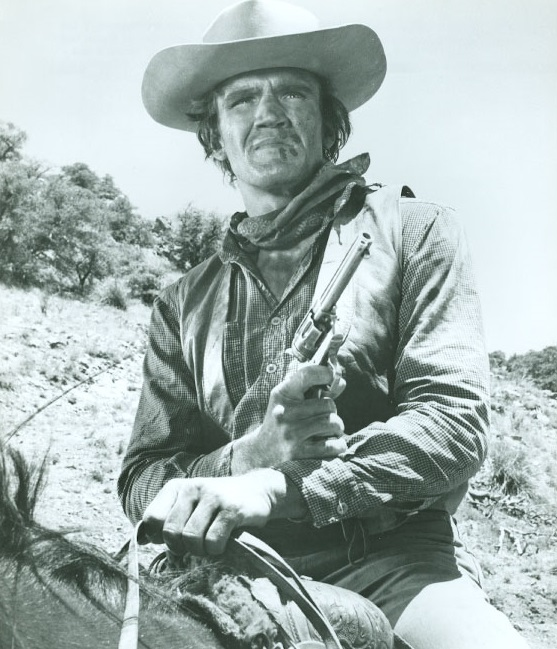
Dean cowboy (David Canary)

A zsúfolt postakocsi útnak indul, Mendez a bakon. Út közben kiderül, hogy Russell rokonszenvezik az apacsokkal. Favor felesége Russellt indiánnak tekinti, és nem akar vele egy levegőt szívni. Dr. Favor szól Mendeznek, ültesse ki Russellt a bakra, maga mellé. A pénzes utas kedvéért Mendez szégyenkezve bár, de ráveszi erre Russelt. Másnap a postakocsit feltartóztatja egy rablóbanda: köztük a kocsmából ismert Lamar Dean cowboy és maga Frank Braden seriff. Vezérük Grimes, aki tudja, hogy Dr. Favor, a helyi Indián Hivatal vezetője 12 000 dollárt lopott el abból a szövetségi kasszából, amely azokat az apacsokat illetné, akik John Russellt nevelték. A rablók az utasokat lefegyverzik és kifosztják, a lovakat kifogják, a vizes tömlőket kiszúrják. Russell egy elrejtett puskát előhúzva lepuffantja a seriffet és Deant, és visszaszerzi a pénzes táskákat. Grimes és mexikói társa elmenekül, Mrs. Favort túszként magukkal hurcolva.
A száraz sziklás pusztaságból kivezető utat csak John Russell ismeri, a többiek kénytelen-kelletlen őt követik. Russell magánál tartja a pénzt, tudja, hogy Grimes-ék visszajönnek érte. Egy rövid tűzpárbaj után egy mexikói bandita a pénzért cserébe felajánlja Mrs. Favort, de Russell visszautasítja, mondván a nő senkinek sem kell. Dr. Favor belátja, hogy felesége súlyosan megsértette Russell becsületét, és most ők vannak kiszolgáltatva Russellnek. Russell tudja, hogy a banditák a pénz megszerzése után mindenkit megölnének, tehát bármilyen egyezkedési kísérlet értelmetlen. A pénzt Billy fegyveres őrizetére bízza.
Dr. Favort is csak a pénz érdekli, felesége sorsával sem törődik. Ellopja az elővigyázatlan Mendez puskáját, megpróbál egyedül elmenekülni a pénzzel és az ivóvizes tömlővel. Russell fegyverrel megakadályozza ebben, elveszi tőle a pénzt és a vizet, és kikergeti a pusztába. A többiek – az életben maradás vágya és az erkölcsi aggályok között őrlődve – követik Russellt. Éjszaka haladnak, másnap egy elhagyott bánya épületében rejtőznek el. Az utánuk kutató banda az úton lovagol el mellettük. Ugyanide érkezik az egyedül vánszorgó Dr. Favor vizet keresve. Jessie – Russell határozott figyelmeztetése ellenére – kikiabál, és behívja a szenvedőt. A közeledő banda ebből észreveszi és megostromolja rejtekhelyüket. A tűzharcban Grimes megsebesül. Társa, a korábban meglőtt mexikói bandita ismét a pénzt követeli a túsz életéért. A bandita kikötözi Mrs. Favort, hogy a kegyetlen napsütésben szomjan haljon. Russell ismét visszautasítja a cserét, mondván, hogy a banditák megölik mindnyájukat, mihelyt megszerzik a pénzt.
A szenvedő asszony segélykiáltásai megosztják a csoportot. A túlélés törvénye és az egymás iránti elkötelezettség között őrlődnek. Jessie a könyörületesség parancsát sulykolva próbálja Russellt megpuhítani. Amikor azonban Russell felajánlja, hogy bármelyikük leviheti a pénzt a banditáknak, egyikük sem vállalja, mert tudják, hogy Russellnek van igaza. Végül Jessie maga indulna a reménytelen és halálos útra. A racionális Russell ekkor megtörik. Már csak Billyben bízhat meg, neki adja át a pénzt, hogy juttassa el jogos tulajdonosához, a kifosztott apacs törzshöz. Billy puskával készen áll, hogy lelője a mexikóit, hogy Russell csak Grimes-ra figyelhessen. Russell az üres pénzes táskákkal lemegy a banditákhoz, kiszabadítja a napon haldokló túszt. Az elvánszorgó asszony azonban akadályozza Billy szabad kilövését, így Russell egymaga kerül szembe a két banditával. A tűzharcban a „hallgatag ember” mindkettőt agyonlövi, de közben ő maga is halálos sebet kap.

## Szereplők
| Szerep                                     | Színész          | Magyar hangja (1. szinkron, 1976) |
| ------------------------------------------ | ---------------- | --------------------------------- |
| John Russell, a „hallgatag ember”          | Paul Newman      | Szersén Gyula                     |
| Jessie, panziósnő                          | Diane Cilento    | Vörös Eszter                      |
| Dr. Alex Favor, az Indián Hivatal vezetője | Fredric March    | Benkő Gyula                       |
| Audra Favor, Dr. Favor felesége            | Barbara Rush     | Ronyecz Mária                     |
| Henry Mendez postamester, kocsihajtó       | Martin Balsam    | Suka Sándor                       |
| Billy Lee Blake küldönc, kocsihajtó        | Peter Lazer      | Felföldi László                   |
| Doris Blake, Billy felesége                | Margaret Blye    | Kiss Mari                         |
| Cicero Grimes, bandita                     | Richard Boone    | Farkas Antal                      |
| Frank Braden seriff                        | Cameron Mitchell | Makay Sándor                      |
| Steve Early                                | Skip Ward        | Vitay András                      |
| Mexikói bandita                            | Frank Silvera    | N/A                               |
| Lamar Dean cowboy                          | David Canary     | Téri Sándor                       |
| Delgado                                    | Val Avery        | Miklósy György                    |
| Fiatal katona                              | Larry Ward       | Hegedűs D. Géza                   |

## Gyártás
A filmet az arizonai Coronado National Forest természetvédelmi területen forgatták. A régi bánya jeleneteit az arizonai Helvetia Mine területén vették fel. A fogadó és a postaállomás helyszíne a Jean Dry Lake kiszáradt tómeder környéki régi település volt, a nevadai Clark megyében.
Paul Newman, a „hallgatag ember” szerepének megfelelően igen keveset beszél, mondanivalóját röviden, kevés szóval, száraz stílusban fejti ki. Színészi alakítása főleg gesztusokra és akciókra épül. Ez volt Martin Ritt és Paul Newman hatodik, egyben utolsó közös filmje.

## Fogadtatás
A filmet a nézőközönség és a kritika egyöntetű elismeréssel fogadta. Leírták, hogy a film jól visszaadja Elmore Leonard művének hangulatát, és dicsérték Paul Newman ehhez illeszkedő alakítását. Egy 1967-es kritika szerint az összes főszereplő játéka egységesen kiváló minőségű, külön kiemelve Diane Cilentót, aki a panziósnő szerepében érzelmi zsarolással rá tudta beszélni az öntörvényű, gyakorlatias, mindent túlélő „Hombre”-t, hogy elveit feladva eleget tegyen a többiek etikai elvárásainak és áldozza fel életét, erre érdemtelen társaiért. A bírálat kiemelte még Richard Boone-t a gonosz Cicero Grimes szerepében, és Martin Balsamot, az alapvetően tisztességes, de gyenge karakterű „jó mexikóit”. Elismerőleg említették Martin Ritt következetes rendezői munkáját.

## További információ
- A hallgatag ember a PORT.hu-n (magyarul)
- A hallgatag ember az Internetes Szinkronadatbázisban (magyarul)
- A hallgatag ember az Internet Movie Database-ben (angolul)
- A hallgatag ember a Rotten Tomatoeson (angolul)
- A hallgatag ember a Box Office Mojón (angolul)
- Hombre (1967) (francia nyelven). AlloCiné.fr
- Man nannte ihn Hombre (német nyelven). Filmdienst.de
- A hallgatag ember (1967) (magyar nyelven). TMDB (The MovieWeb Adatbázis)
- A hallgatag ember (1967) (magyar nyelven). MAFAB.hu